# Gemensam vårdnad
Gemensam vårdnad är en juridisk term som är skild från begreppet omvårdnad. När föräldrarna har gemensam vårdnad om sitt barn innebär det att de båda är vårdnadshavare. De skall tillsammans besluta om viktiga frågor som rör barnet.
Enligt lagen om vårdnadshavare i Föräldrabalken 6 kap  3 § så ges endast automatisk gemensam vårdnad vid födsel till båda föräldrar om gifta. Som ogifta par ges automatisk ensam vårdnad till mamman vid födsel, detta oavsett om det finns faderskapsbekräftelse. En gemensam vårdnad för ogifta par måste ansökas tillsammans och då endast om mamman samtycker, annars måste den andra föräldern väcka talan i domstol genom stämningsansökan.
Förälder eller annan som bortför barn eller hindrar barn att vara hos vårdnadshavaren kan dömas till böter eller fängelse för egenmäktighet med barn.